# Dylan Batubinsika
Buduka Dylan Batubinsika (* 15. Februar 1996 in Cergy-Pontoise) ist ein kongolesisch-französischer Fußballspieler, der aktuell bei der AS Saint-Étienne in der Ligue 1 spielt.

## Karriere

### Verein
In Frankreich geboren, begann Batubinsika als Kind in seinem Heimatort bei US Cergy Clos mit dem Fußballspielen. Ab 2004 setzte er seine fußballerische Ausbildung im Centre de formation du Paris Saint-Germain Football Club, der Fußballakademie von Paris Saint-Germain, fort. 2014 rückte er in den Kader der zweiten Mannschaft auf.
2017 wechselte Batubinsika zu Royal Antwerpen in die belgische Division 1A. Mit diesem Klub gewann er 2020 den belgischen Pokal, wurde beim 1:0 im Finale gegen den FC Brügge jedoch nicht eingesetzt. Im Sommer 2021 unterschrieb Batubinsika einen Vierjahresvertrag beim portugiesischen Erstligisten FC Famalicão. Für die Saison 2022/23 wurde er an den israelischen Klub Maccabi Haifa verliehen, mit dem er am Ende der Spielzeit die israelische Meisterschaft gewann. Der Leihvertrag beinhaltete eine Klausel zur Festverpflichtung, von der Maccabi am Ende der Leihe keinen Gebrauch machte.
Am 21. Juli 2023 gab der französische Zweitligist AS Saint-Étienne die Verpflichtung Batubinsikas bis 2025 bekannt. Mit Saint-Étienne stieg er 2024 in die Ligue 1 auf.

### Nationalmannschaft
Batubinsika, der in der Jugend bereits Spiele für die französische U16- und U-20-Nationalmannschaft bestritten hatte, debütierte am 14. Juni 2023 in einem Freundschaftsspiel gegen Uganda in der A-Nationalmannschaft der Demokratischen Republik Kongo.
Anlässlich des Afrika Cups 2024 in der Elfenbeinküste wurde Batubinsika von Nationaltrainer Sébastien Desabre in das Aufgebot der DR Kongo berufen. Bei diesem Turnier drangen die Kongolesen bis in das Halbfinale vor, in dem sie dem Gastgeber und späteren Turniersieger Elfenbeinküste mit 0:1 unterlagen. Im abschließenden Spiel um Platz 3 gegen Südafrika wurde Batubinsika trotz der 5:6-Niederlage im Elfmeterschießen zum Spieler des Spiels gewählt.

## Erfolge
- Belgischer Pokalsieger: 2020
- Israelischer Meister: 2023